# Lobelia barkerae
Lobelia barkerae är en klockväxtart som beskrevs av Franz Elfried Wimmer. Lobelia barkerae ingår i släktet lobelior, och familjen klockväxter. Inga underarter finns listade i Catalogue of Life.